# 男鹿市総合体育館
男鹿市総合体育館（おがしそうごうたいいくかん）は、秋田県男鹿市にある総合体育館である。

## 概要
建築面積4,636.51㎡、延床面積5,995.60㎡、メインアリーナ1,607㎡、502の固定席。

## 交通アクセス
- JR東日本男鹿線羽立駅から徒歩でおよそ17分
- 秋田自動車道昭和男鹿半島ICから車でおよそ27分